# Mitsunori Yoshida
Mitsunori Yoshida (jap. 吉田光範 Yoshida Mitsunori; ur. 8 marca 1962 roku w prefekturze Aichi) – były japoński piłkarz, reprezentant kraju.

## Kariera klubowa
Od 1980 do 1995 roku występował w klubie Júbilo Iwata.

## Kariera reprezentacyjna
W reprezentacji Japonii zadebiutował w 1988. W reprezentacji Japonii występował w latach 1988-1993. W sumie w reprezentacji wystąpił w 35 spotkaniach.

## Statystyki
| Reprezentacja Japonii | Reprezentacja Japonii | Reprezentacja Japonii |
| Rok                   | Mecze                 | Gole                  |
| --------------------- | --------------------- | --------------------- |
| 1988                  | 1                     | 0                     |
| 1989                  | 10                    | 1                     |
| 1990                  | 0                     | 0                     |
| 1991                  | 0                     | 0                     |
| 1992                  | 8                     | 0                     |
| 1993                  | 16                    | 1                     |
| Razem                 | 35                    | 2                     |

## Osiągnięcia
- Puchar Azji: 1992
- Japan Soccer League: 1987/88
- Puchar Cesarza: 1982